# باراك أوباما
باراك حسين أوباما الثاني (بالإنجليزية: Barack Hussein Obama II) (مواليد 4 أغسطس 1961) المعروف باسم باراك أوباما، هو سياسي أمريكي شغل منصب الرئيس الرابع والأربعون للولايات المتحدة من 20 يناير 2009 وحتى 20 يناير 2017، عضو في الحزب الديمقراطي، وأول رئيس من أصول أفريقية يصل للبيت الأبيض. حقق انتصارًا ساحقًا على خصمه جون ماكين وذلك بفوزه في بعض معاقل الجمهوريين مثل أوهايو وفرجينيا في 4 نوفمبر 2008. شغل أوباما سابقًا منصب عضو ممثل عن ولاية إلينوي في مجلس الشيوخ الأمريكي من عام 2005 إلى عام 2008، وعضو في مجلس شيوخ ولاية إلينوي من عام 1997 إلى عام 2004، ومحاميًا في مجال الحقوق المدنية ومحاضرًا جامعيًا. حصل على جائزة نوبل للسلام لعام 2009 نظير جهوده في تقوية الدبلوماسية الدولية والتعاون بين الشعوب، وذلك قبل إكماله سنة في السلطة.
تخرج في كلية كولومبيا بجامعة كولومبيا وكلية الحقوق بجامعة هارفارد، وكان من أوائل الأمريكيين من أصول أفريقية يتولى رئاسة مجلة هارفارد للقانون، كما كان يعمل في الأنشطة الاجتماعية في شيكاغو قبل حصوله على شهادة المحاماة. وعمل كمستشار للحقوق المدنية في شيكاغو، وقام بتدريس مادة القانون الدستوري في كلية الحقوق بجامعة شيكاغو في الفترة من 1992 إلى 2004.
حاز على ثلاث فترات في مجلس الشيوخ بإلينوي وذلك في الفترة من 1997 إلى 2004. وعقب محاولة غير ناجحة للحصول على مقعد في مجلس النواب عام 2000 رشح نفسه لمجلس الشيوخ عام 2004، واستطاع أن يحوز على مقعد بالمجلس في مارس 2004، واستطاع بهذا الفور جذب انتباه الحزب الديمقراطي، وكان خطابه التلفزيوني الذي بُثَّ محلياً خلال المؤتمر الوطني الديمقراطي في يوليو من عام 2004 جعله نجما صاعدا على الصعيد الوطني في الحزب. وبعدها اُنْتُخِبَ لعضوية مجلس الشيوخ في نوفمبر 2004 وحاز على أكبر نسبة في تاريخ إلينوي.
بدأ في خوض منافسات انتخابات الرئاسة في فبراير من عام 2007. وبعد حملة شديدة التنافس داخل الحزب الديمقراطي من أجل الحصول على ترشيح الحزب لخوض الانتخابات الرئاسية استطاع الحصول على ترشيح حزبه وذلك بعد تغلبه على منافسته هيلاري كلينتون، ليصبح أول مرشح للرئاسة من أصل أفريقي لحزب أمريكي كبير. في الانتخابات العامة التي جرت في 4 نوفمبر 2008 استطاع أن يهزم المرشح الجمهوري جون ماكين، ونصب رئيساً في 20 يناير 2009.

## بداياته وتاريخه المهني
ولد في «مركز كابيئولاني الطبي للنساء والأطفال» في هونولولو بهاواي في الولايات المتحدة للأمريكية من أصل إنجليزي ستانلي آن دونهام  والكيني باراك أوباما الأب والذين التقيا في عام 1960 خلال دورة تدريبية في اللغة الروسية في جامعة هاواي في مانوا، حيث كان والده طالبا أجنبيا يدرس من خلال منحة دراسية، وكانا قد تزوجا في 2 فبراير 1961،  وانفصل والداه عندما كان عمره عامين، وتطلقا في عام 1964. عاد والد أوباما إلى كينيا بعدها، وشاهد ابنه مرة واحدة فقط قبل أن يموت في حادث سيارة عام 1982.
بعد طلاقهما تزوجت والدته من الطالب الإندونيسي لولو ستورو الذي كان يدرس بالكلية في هاواي. وعندما تولى سوهارتو حكم إندونيسيا في عام 1967 قام باستدعاء جميع الطلاب الذين يدرسون في الخارج لإندونيسيا، وانتقلت الأسرة إليها. وفي فترة من عمر ست سنوات حتى العاشرة التحق بالمدارس المحلية في جاكرتا، بما في ذلك مدرسة بيسوكي العامة، ومدرسة سانت فرانسيس أسيسي.
في عام 1971، عاد إلى هونولولو للعيش مع جدته لأمه مادلين دونهام وستانلي آرمور دونهام، والتحق بمدرسة بونهاو، وهي كليه إعدادية خاصة من الصف الخامس وحتى تخرجه من المدرسة الثانوية في عام 1979.
عادت والدته إلى هاواي في عام 1972 وبقيت هناك حتى عام 1977 عندما انتقلت إلى إندونيسيا للعمل كأنثروبولوجية ميدانية. وفي النهاية عادت إلى هاواي في عام 1994 وعاشت هناك لمدة سنة واحدة قبل أن تموت بسرطان المبيض.
وقد أشار إلى ما يتذكره عن مرحلة الطفولة المبكرة قائلا: «إن والدي لم يبدو أبداً كالناس من حولي حيث أنه كان شديد السواد، ووالدتي بيضاء كالحليب ولكن لم يُثر ذلك انتباهي ولم يسجله ذهني» ووصف كفاحه من أجل التوفيق بين المفاهيم الاجتماعية المتعددة الأعراق لهذا التراث المتشعب في مرحلة الشباب خلال سنوات تكوين الفكر في هونولولو وكتب أوباما:. «إن الفرصة التي سنحت لى في هاواي للتعايش مع مجموعة متنوعة من الثقافات في جو من الاحترام المتبادل أصبح جزءا لا يتجزأ من نظرتى للعالم، وأساسا للقيم التي أعتز بها» اوباما كتب وتحدث عن تجربته مع الكحول والماريجوانا والكوكايين خلال سنوات المراهقة «لمحاولة نسيان الأسئلة التي تجول بخاطري بخصوص الهوية» وفي عام 2008 خلال المنتدى المدني للرئاسة تحدث عن فترة الثانوية وتجربة المخدرات باعتبارها «أكبر فشل أخلاقي».
في أعقاب انتهائه من المدرسة الثانوية انتقل إلى لوس أنجلوس في عام 1979 للالتحاق بكلية اوكسيدنتال، وفي عام 1981 انتقل إلى جامعة كولومبيا في مدينة نيويورك حيث تخصص في العلوم السياسية مع تخصص في العلاقات الدولية، وتخرج وحصل على البكالوريوس في عام 1983. وعمل لمدة عام واحد في شركة المؤسسة الدولية، ثم في نيويورك لمجموعة البحث من أجل المصلحة العامة.
بعد أربع سنوات في مدينة نيويورك انتقل إلى شيكاغو، حيث عين مديراً لمشروع المجتمعات النامية (DCP)، وهي جمعية اجتماعية تابعة للكنيسة ومقرها في الأصل يتألف من ثمانية أبرشيات كاثوليكية في منطقة روزلاند على حدود شيكاغو بأقصى الجنوب، حيث عمل هناك كمنظم اجتماعي من يونيو 1985 إلى مايو 1988، وخلال تلك الثلاث سنوات تضاعف عدد الموظفين بنسبة واحد إلى ثلاثة عشر وارتفعت ميزانيتها السنوية من 70,000 دولار إلى 400,000 دولار. وساعد في إنشاء برنامج تدريبي وبرنامج تحضيري للتدريس بالكلية، وأيضا في إنشاء جمعية حماية حقوق الملاك في التجيلد جاردينز، كما عمل كخبير استشاري ومدرب لمؤسسة جاماليل، وهو معهد اجتماعي وتنظيمي. وفي منتصف عام 1988 سافر للمرة الأولى إلى أوروبا لمدة ثلاثة أسابيع، ثم لمدة خمسة أسابيع إلى كينيا حيث التقى بالعديد من أقارب والده للمرة الأولى، وعاد في أغسطس 2006 لزيارة مسقط رأس والده وهي قرية بالقرب من مدينة كيسومو غرب كينيا في المناطقة الريفية.
التحق أوباما بكلية الحقوق بجامعة هارفارد في أواخر عام 1988، واُخْتِيرَ كرئيس تحرير لمجلة القانون في جامعة هارفارد قبل نهاية السنة الأولى من دراسته، ورئيس مجلس إدارة المجلة في السنة الثانية. وخلال الصيف عاد إلى شيكاغو وعمل كمتدرب خلال الصيف في شركة سيدلي أوستن في عام 1989، ولدى هوبكنز & سوتر في عام 1990. وبعد تخرجه بتقدير جيد  من جامعة هارفارد في عام 1991 عاد مرة أخرى إلى شيكاغو. وقد احتلت مجلة القانون اهتمام وسائل الإعلام الوطنية بعد انتخابه باعتباره أول رئيس من أصل أفريقي، وأدى ذلك إلى نشر عقد مقدم لكتاب عن العلاقات العرقية على الرغم من تطور الأمر ليصبح مذكرات شخصية. المخطوط نشر في منتصف عام 1995 تحت اسم أحلام من أبي.
من أبريل إلى أكتوبر 1992، قام أوباما بإدارة مشروع التصويت بإلينوي وهي حملة لتسجيل الناخبين وعمل معه طاقم مكون من عشرة عامليين و700 من المتطوعين، إذ حققت هدفها وقامت بتسجيل 150,000 من إجمالي 400,000 أميركي أفريقي غير مسجل في الدولة، وأدت إلى ادراج اسم أوباما في قائمة شركة كرين بشيكاغو في عام 1993 لمن هم «أقل من أربعين» وقد يحتلون مناصب قيادية.
ولمدة إثني عشر عامًا عمل كأستاذ للقانون الدستوري في كلية الحقوق بجامعة شيكاغو كمحاضر من عام 1992 حتى عام 1996، وبوصفه أحد كبار المحاضرين في الفترة من 1996 إلى 2004. وكان في عام 1993 قد التحق بشركة ديفيس مينر جالند وبارنهيل للمحاماة، وهي مكونة من اثني عشر محاميا متخصصا في الحقوق المدنية وفي تطوير الأحياء اقتصادياً، حيث كان أحد الشركاء لمدة ثلاث سنوات في الفترة من 1993 إلى 1996، ثم محام استشارى من 1996 إلى عام 2004، حيث أصبحت رخصته للمحاماة غير سارية في عام 2002.
كما أنه كان عضوا مؤسسا في مجلس إدارة الهيئة العامة للحلفاء في عام 1992 قبل أن يتنحى عن المنصب لزوجته ميشيل، وكان قد أصبح المدير التنفيذي المؤسس للهيئة في أوائل عام 1993. كما أنه عمل بمجلس إدارة صندوق وودز في شيكاغو بالفترة من 1994 إلى 2002، كما عمل كذلك بمجلس إدارة مؤسسة جويس من 1994 إلى 2002، وعمل أيضاً بمجلس إدارة شيكاغو إننبرج للتحدي في الفترة من 1995 إلى 2002، وكرئيس مؤسس ورئيس مجلس إدارة في الفترة من 1995 إلى 1999. وتولى أيضا إدارة مجلس الإدارة في لجنة المحامين للدفاع عن الحقوق المدنية بشيكاغو بموجب القانون، ومركز الحي التكنولوجي، ومركز الأمل للحروق بلوجينيا.

## حياته السياسية: 1996 - 2008

### مشروع الولاية: 1997 - 2004
انتخب في عضوية مجلس الشيوخ بإلينوي عام 1996 خلفاً لعضو المجلس أليس بالمر الذي كان عضو في مجلس الشيوخ إلينوي للمنطقة الثالثة عشرة، والتي كانت في ذلك الوقت امتداد لشيكاغو والأحياء الجنوبية من هايد بارك كينوود جنوب الشواطئ الجنوبية وغرب شيكاغو. وبعد انتخابه حصل على دعم من الحزبين لإصلاح أخلاقيات التشريعات لقوانين الرعاية الصحية، وكان قد ساند حركة تقديم قانون لزيادة الضرائب الائتمانية للعمال ذوي الدخل المنخفض، والتفاوض على إصلاح نظام الرعاية، والتشجيع على زيادة الإعانات المقدمة لرعاية الأطفال. وفي عام 2001 عندما كان يشارك في رئاسة لجنة مشتركة بين الحزبين الجمهوري والديمقراطي عن النظام الإداري، أيد الحاكم الجمهوري راين بخصوص قوانين ولوائح قروض الرواتب والأنظمة واللوائح السئية بشأن الإقراض العقاري تهدف إلى تجنب رهن المنازل.
وأعيد انتخابه لمجلس الشيوخ بإلينوي في عام 1998 عندما هزم الجمهوري جيسي جودا في الانتخابات العامة، كما أعيد انتخابه مرة ثانية في عام 2002. وفي عام 2000 خسر السباق الانتخابي داخل الحزب الديمقراطي للترشيح لمجلس النواب الأمريكي لمدة أربع فترات أمام بوبي راش وذلك بنسبة اثنين إلى واحد.
في يناير 2003 أصبح رئيسا للجنة الخدمات الصحية والإنسانية في مجلس الشيوخ بإلينوي وذلك بعدما كان الديمقراطيون في حيز الأقلية منذ عشر سنوات وهنا استعاد الديمقراطييون الأغلبية، وقام بقيادة العديد من الوساطات بين الحزبين من أجل إصدار تشريعات لرصد التمييز العنصري من جانب الشرطة التي تتطلب تسجيل أعراق السائقين المحتجزين، وجعل إلينوي أول ولاية تأمر بتصوير فيديو لعمليات الاستجواب لتحقيقات جرائم القتل.
خلال عام 2004 وأثناء الحملة الانتخابية لمجلس الشيوخ امتدحت الشرطة وممثلوها ما قام به من مشاركة فعالة مع جهاز الشرطة في إصلاح عقوبة الإعدام. استقال من منصبه في مجلس الشيوخ بإلينوي في نوفمبر 2004 عقب انتخابه لمجلس الشيوخ.

### حملة مجلس الشيوخ عام 2004
في مايو 2002 قام بتنظيم استطلاع للرأي لتقييم احتمالات فوزه بمقعد في مجلس الشيوخ عام 2004، وقام بإنشاء لجنة للحملة الانتخابية ثم بدأ في جمع الأموال واختار السياسي والإعلامي ديفيد أكسلرود وبحلول شهر أغسطس من عام 2002، وأعلن رسميا ترشيح نفسه في يناير من عام 2003، بعد اتخاذ قرار من قبل بيتر فيتزجيرالد وسلفه الديمقراطي كارول موسلي براون بعدم الاشتراك في سباق الانتخابات، ساعد هذا على فتح باب المنافسة بشكل واسع أمام الديمقراطيين والجمهوريين ليشترك خمسة عشر مرشحا، وعزز أكسلرود ترشيح أوباما خلال الحملة الإعلانية بضم صور لرئيس بلدية شيكاغو الراحل هارولد واشنطن، وإقرار من جانب ابنة سيناتور إلينوي الراحل بول سايمون. فاز في الانتخابات التمهيدية في مارس 2004 فوزًا ساحقا وغير متوقع بجموع نسبة 53% من الأصوات ليتصدر سبع مرشحين وبفارق 29% من أقرب منافس ديمقراطي له، والتي جعلت منه نجم صاعد بين ليلة وضحاها في الحزب الديمقراطي، وبدأت التكهنات حول مستقبله الرئاسي.
في يوليو من عام 2004 كتب وألقى الخطاب الرئيسي في المؤتمر الوطني الديمقراطي لعام 2004 في بوسطن، ماساتشوستس، وبالرغم من أنها لم تذاع على الهواء من قبل الثلاث شبكات الرئيسية لبث الأخبار وصل عدد الذين شاهدوا الخطاب إلى 9.1 مليون قاموا بمشاهدته في خطابه الذي سلط الضوء على هذا المؤتمر ورفع مكانته ليكون النجم الساطع في الحزب الديمقراطي.
وكان من المتوقع أن يواجه الفائز الجمهوري الرئيسي جاك رايان في الانتخابات العامة، ولكنه انسحب من السباق في يونيو 2004، وبعد ذلك بشهرين قبل ألان كييس ترشيح الحزب الجمهوري عن إلينوي ليحل محل ريان. وفي الانتخابات العامة في نوفمبر 2004 فاز أوباما بنسبة 70% من الأصوات أمام كييس الذي حصل على 27%، وهو أكبر هامش فوز لسباق انتخابي في تاريخ ولاية إلينوي.

### عضو مجلس الشيوخ 2005 - 2008
قام بحلف اليمين بوصفه عضو مجلس الشيوخ يوم 4 يناير 2005، وهو خامس عضو بمجلس الشيوخ من أصول أفريقية في تاريخ الولايات المتحدة، والثالث الذي اُنْتُخِبَ شعبياً، وكان العضو الوحيد من كتلة النواب السود بالكونغرس في مجلس الشيوخ. س كيو ويكلي، وهو منشور غير حزبي، وصف أوباما بكونه «ديمقراطي مخلص» على أساس تحليل لجميع أصوات النواب بمجلس الشيوخ في الفترة من 2005 إلى 2007. كما قيمته المجلة الوطنية كونه «الأكثر ليبرالية» في مجلس الشيوخ على أساس تقييم الأصوات المختارة خلال عام 2007. وفي عام 2005 كان في المرتبة السادسة عشرة للأكثر ليبرالية، أما في عام 2006 كان في المرتبة العاشرة. وفي عام 2008 قامت Congress.org بتقييمه بالمرتبة الحادية عشرة لأقوى سيناتور، والسياسي الأكثر شعبية في مجلس الشيوخ والذي يتمتع بنسبة 72% من الأصوات في إلينوي، وكان قد أعلن في 13 نوفمبر 2008 بعد انتخابه رئيساً إنه سيستقيل من مقعده في مجلس الشيوخ في 16 نوفمبر 2008 قبل بدء المرحلة الانتقالية له من مجلس الشيوخ حتى يستطيع التركيز على الفترة الانتقالية للرئاسة، وهذا مكنه من تجنب الصراع المزدوج في أدوار الرئيس المنتخب وعضو مجلس الشيوخ خلال الفترة الانتقالية من مجلس الشيوخ، والذي لم يواجهه أي عضو من أعضاء الكونغرس منذ وارن هاردينغ.

#### التشريعات

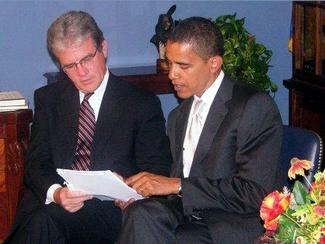
مع عضو مجلس الشيوخ توم كوبيرن أثناء مناقشة مبادرة كوبيرن-أوباما لقانون الشفافية

صوت أوباما لصالح قانون سياسة الطاقة لعام 2005، وشارك في قانون حماية الولايات المتحدة وقانون الهجرة المنظم. وفي سبتمبر من عام 2006 أيد مشروع قانون ذي صلة وهو قانون تأمين السياج. كما عرض مبادرتين تحملان اسمه هما:
- مبادرة لونار - أوباما، التي توسعت إلى نان-لوغار التعاونية للحد من خطر مفهوم الأسلحة التقليدية.[112]
- مبادرة كوبيرن - أوباما لقانون الشفافية والذي سمح بإنشاء USAspending.gov، محرك البحث على الشبكة العالمية عن الإنفاق الفيدرالي.[113]

في 3 يونيو 2008 قام إلى جانب أعضاء مجلس الشيوخ توماس كاربير وتوم كوبيرن وجون ماكين بمتابعة تشريع قانون تعزيز الشفافية والمساءلة عن الإنفاق الاتحادي لعام 2008.

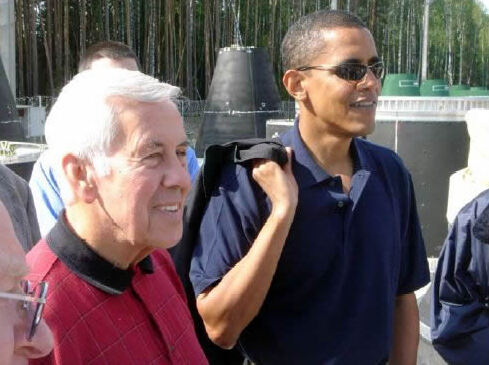
مع السناتور ريتشارد لوغار (جمهوري) في زيارة لروسيا لحضور تفكيك منشأه متحركة لإطلاق الصواريخ في أغسطس 2005

كما قام برعاية تشريع من شأنه أن يلزم أصحاب المصانع النووية بإخطار سلطات الولاية والسلطات المحلية بالتسريبات المشعة، ولكن فشل في تمرير مشروع القانون في مجلس الشيوخ بعد تعديله كثيرًا في اللجنة. صوت لصالح قانون عدالة التصرفات عام 2005، وقانون العدالة FISA وتعديلات القانون عام 2008 والذي يمنح الحصانة من المسؤولية المدنية لشركات الاتصالات السلكية واللاسلكية المعنية مع وكالة الأمن القومي التي قامت بالتنصت دون إذن قضائي.
في ديسمبر من عام 2006 وقع الرئيس جورج و. بوش على قانون لإغاثة جمهورية الكونغو الديمقراطية والأمن وتعزيز الديمقراطية، وهي من أول القوانين الفدرالية التي كان أوباما الراعي الرئيسي له. وفي يناير 2007 قام مع السيناتور فينجولد بتقديم قانون إعانة توفير طائرة لأمين القيادة والحكومة الحرة والذي وُقِّعَ عليه ليصبح قانونا في سبتمبر 2007، كما عرض قانون منع الممارسات المخادعة وقانون منع إرهاب الناخبين، ومشروع قانون لتجريم الممارسات الخادعة في الانتخابات الاتحادية، وقانون منع التصعيد لحرب العراق عام 2007، ولكن لم يُوَقَّع أي منهم ليصبح قانون.
في وقت لاحق من عام 2007 أُجْرِيَ تعديل برعايته على قانون تفويض الدفاع من أجل إضافة ضمانات للتصريف من الخدمة العسكرية لمن يعانون من الاضطراب الشخصي، وهذا التعديل وافق عليه مجلس الشيوخ بأكمله في عام 2008. وساند أيضاً قانون السماح بفرض عقوبات على إيران حتى يكون من الممكن تصفية صناديق المعاشات من صناعة النفط والغاز لإيران التي لم تنتقل للجنة، وشارك في تقديم تشريع للحد من مخاطر الإرهاب النووي. وقام أيضاً برعاية تعديل مجلس الشيوخ لبرنامج تأمين صحى للأطفال الذي يسمح بتوفير حماية لمدة سنة من العمل لأفراد الأسرة التي ترعى الجنود المصابين خلال الحرب.

#### لجان
تولى مهام عدة لجان في مجلس الشيوخ مثل لجنة العلاقات الخارجية، ولجنة البيئة والاشغال العامة ولجنة شؤون المحاربين القدماء وذلك حتى ديسمبر 2006. وفي يناير 2007 غادر لجنة البيئة والأشغال العامة وقام بمهام إضافية مع لجنة الصحة والتعليم والعمل والمعاشات ولجنة الأمن الداخلي والشؤون الحكومية. ورأس أيضاً اللجنة الفرعية في مجلس الشيوخ للشؤون الأوروبية. وبوصفه عضو لجنة العلاقات الخارجية بمجلس الشيوخ قام برحلات رسمية إلى شرق أوروبا والشرق الأوسط وآسيا الوسطى وأفريقيا، واجتمع مع محمود عباس قبل أن يصبح رئيساً للسلطة الفلسطينية، وألقى كلمة في جامعة نيروبي تدين الفساد في الحكومة الكينية.
.

## حملة الانتخابات الرئاسية لعام 2008

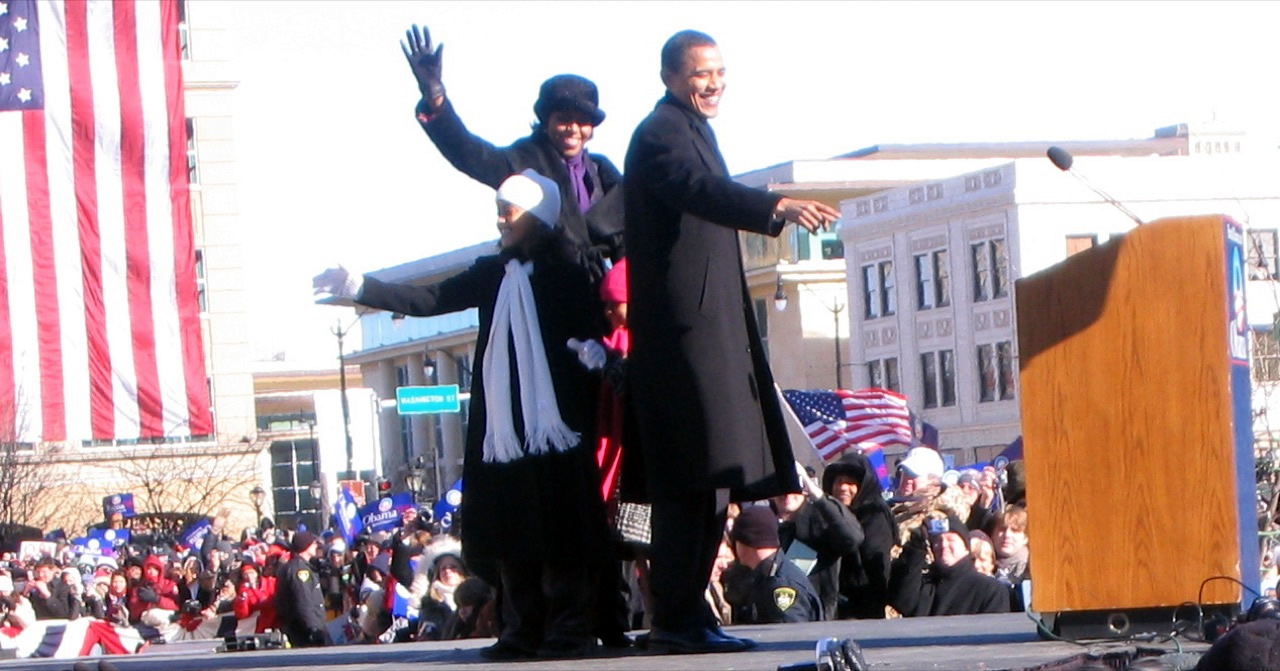
أوباما يقف على خشبة المسرح مع زوجته وابنتيه قبل أن يعلن ترشيح نفسه لانتخابات الرئاسة في سبرينغفيلد، إلينوي في 10 فبراير 2007

في يوم 10 فبراير 2007 أعلن عن ترشيح نفسه لرئاسة الولايات المتحدة وذلك من أمام مبنى الولاية الرئيسي القديم في سبرينغفيلد، إلينوي، واعتبر اختيار موقع الإعلان لأنه مكان رمزي لأنه المكان الذي قام الرئيس الأمريكي أبراهام لينكون بإلقاء خطابه التاريخي «البيت المنقسم» فيه بعام 1858. وطوال فترة الحملة الانتخابية أكد إنه ينوى إنهاء بعض القضايا بسرعة مثل إنهاء الحرب على العراق، وزيادة استقلال الطاقة، وتوفير الرعاية الصحية الشاملة.

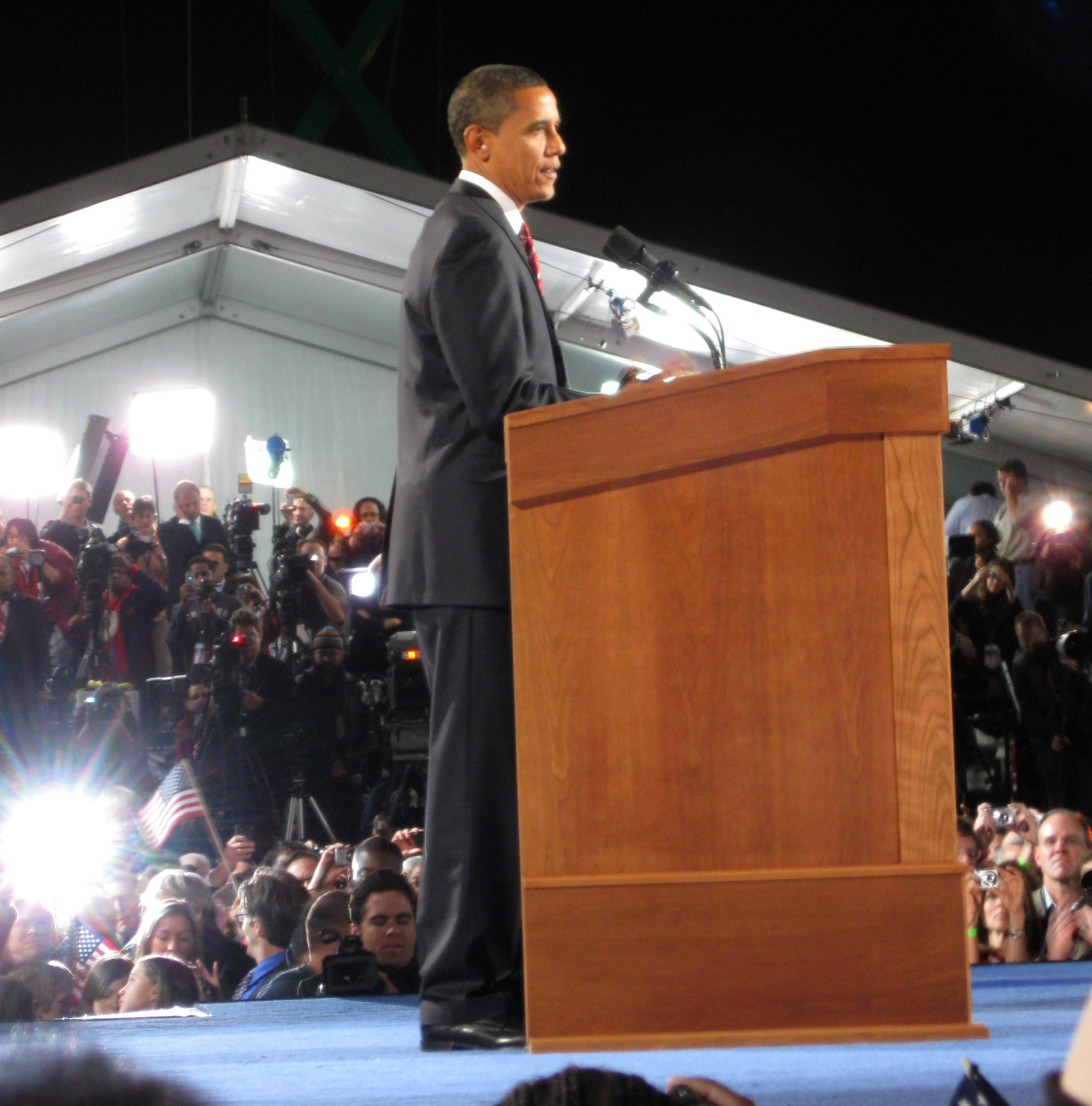
أوباما يلقى خطاب الفوز في الانتخابات الرئاسية في غرانت بارك

دخل عدد كبير من المرشحين للانتخابات التمهيدية للحزب الديمقراطي، لكن المنافسة انحصرت في النهاية بين أوباما والسيناتور هيلاري كلينتون بعد مداولات عديدة، ومع أن المنافسة كانت محتدمة والنتائج متقاربة طوال السباق الرئاسي ولكنه فاز بسبب تفوقه في الحصول على مساندة النواب وتخطيطه طويل المدى بالإضافة إلى السند المادي وتفوقه في جمع التبرعات ومساندة تنظيم كتلة النواب السود بالكونغرس المهيمن في الولايات وحسن استغلال قواعد توزيع النواب. وفي 3 يونيو بعد جمع أصوات كل الولايات حصل أوباما على لقب المرشح المفترض وألقى خطاب فوزه في سانت بول، مينيسوتا، وأنهت هيلاري كلينتون حملتها الانتخابية وأعلنت مساندته له يوم 7 يونيو.

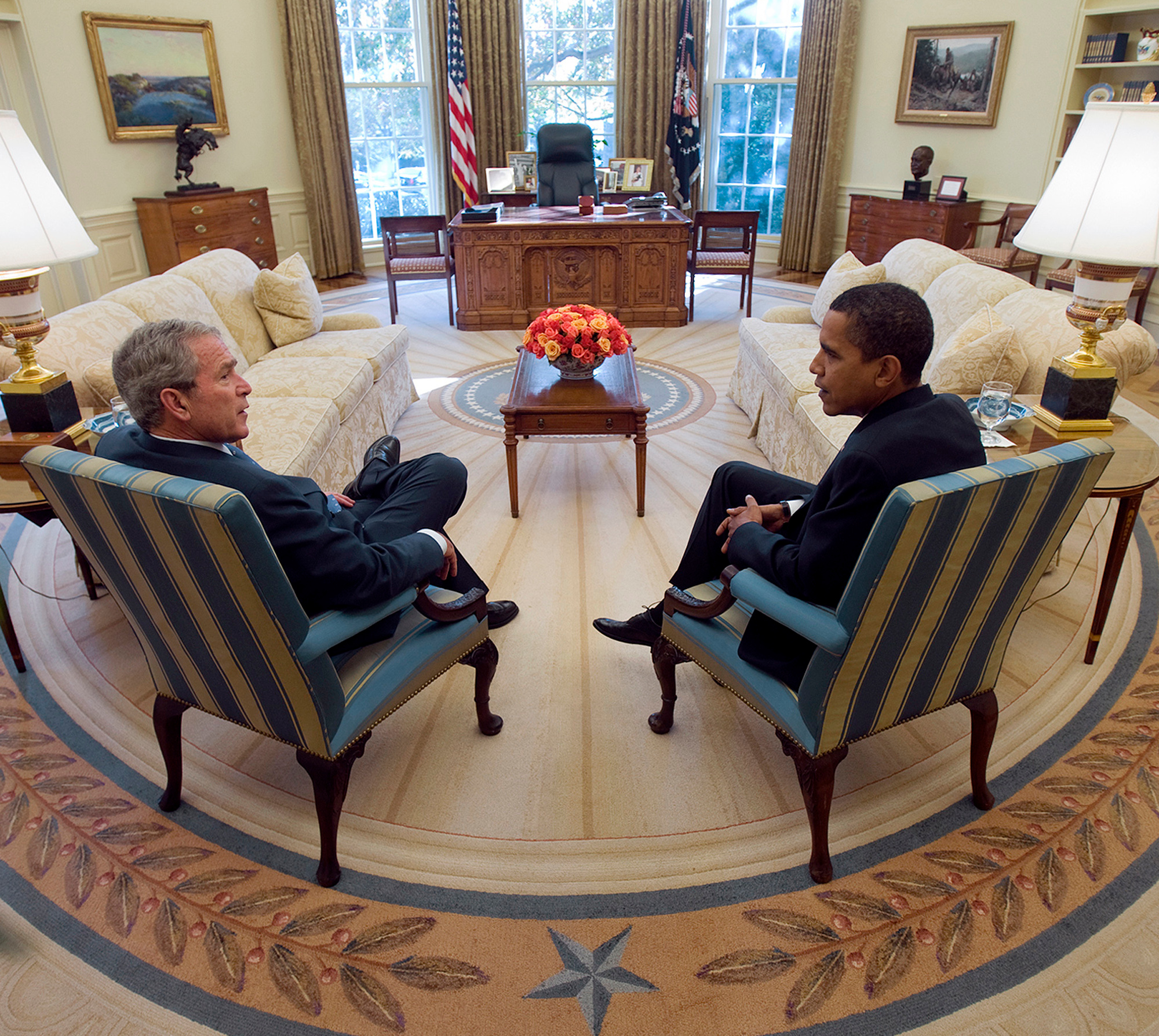
أوباما يجتمع مع الرئيس الأمريكي الثالث والأربعين جورج دبليو بوش في المكتب البيضاوي يوم 10 نوفمبر 2008

انتقل بعدها إلى التركيز على حملة الانتخابات العامة ضد عضو مجلس الشيوخ مرشح الحزب الجمهوري جون ماكين.
أعلن في 23 أغسطس 2008 إنه اختار السيناتور جو بايدن لمنصب نائب الرئيس ليخوض معه الانتخابات. وخلال مؤتمر الحزب الديمقراطي الذي عقد في الفترة من 25 أغسطس إلى 28 أغسطس في دنفر، كولورادو طلبت هيلاري كلينتون من نوابها ومؤيديها مساندته، وقامت بإلقاء العديد من الخطب مع بيل كلينتون لدعمه. وألقى أوباما خطاب القبول أمام أكثر من 75,000 من مؤيدي سياسته وعرض أهدافه، وشاهد الخطاب أكثر 38 مليون شخص في جميع أنحاء العالم.
وخلال المرحلتين الابتدائية وعملية الانتخابات العامة، كانت حملته لجمع التبرعات تسجل العديد من الأرقام القياسية، لا سيما في عدد التبرعات الصغيرة، وفي 19 يونيو 2008 أصبح أول مرشح للرئاسة عن حزب رئيسي يرفض التمويل العام في الانتخابات العامة والتي جرت منذ إنشاء النظام في عام 1976.
وأُجْرِيَتْ ثلاث مناظرات رئاسية بينه وبين المرشح جون ماكين وذلك في الفترة من سبتمبر وأكتوبر 2008.
وفي 5 نوفمبر 2008 أُعْلِنَ عن فوزه رئيساً للولايات المتحدة الأمريكية، ليكون بذلك أول أمريكي من أصول أفريقية يتولى هذا المنصب.
وقد أعلن عن فوزه بالرئاسة قبل ظهور نتائج ولايات الساحل الغربي للولايات المتحدة، حيث تخطى بسرعة حاجز ال 270 صوت في المجمع الانتخابي اللازمة لدخول البيت الأبيض بعد فوزه بولايات حاسمة مثل فيرجينيا وأوهايو وبنسيلفانيا، وفاز أيضاً بولايات كولورادو وكاليفورنيا وآيوا وفيرمونت وواشنطن العاصمة وكونيتيكت وماريلاند وماساتشوستس ومين ونيو جيرسي وديلاوير ونيوهامشير وإلينوي ونيويورك وويسكنسن ورود آيلاند ومينيسوتا ونيومكسيكو وهاواي وأوريغون، وقد حصل على نسبة 52.9% من الأصوات الشعبية، بينما حصل جون ماكين على نسبة 45.7%.
وقد ألقى خطاب الفوز أمام مئات الآلاف من أنصاره في جرانت بارك بشيكاغو.

### رأيه أثناء الانتخابات حول الصراع بالشرق الأوسط
خلال حملته الانتخابية افتتحت مدونة باللغة العبرية، للتصدي لصورته المعادية لإسرائيل والتي أضرت به خلال حملته. واُفْتُتِحَتْ هذه المدونة في تابوز أحد المواقع الإسرائيلية الشعبية وقد نشرت صحيفة يديعوت أحرونوت وموقع واينت التابع لها خبراً يقول أنها مدونة أوباما الرسمية، وتناقلت وسائل الإعلام هذا الخبر. إلا أنه بعد عدة أيام نشر مكتب حملة أوباما الانتخابية نفيا حول كون هذه المدونة رسمية وقال أنها عبارة عن مبادرة فردية وعُدِّلَتْ المقالة في موقع واينت.
في خطاب له أمام منظمة أيباك المؤيدة لإسرائيل صرح أن «القدس ستبقى عاصمة إسرائيل ويجب أن تبقى موحدة». مما أثار حفيظة الصحافة العربية وقام قادة فلسطينيون بانتقاد تصريحاته. وفي حديث لاحق في شبكة سي إن إن سئل حول حق الفلسطينيين في المطالبة بالقدس في المستقبل فأجاب أن هذا الأمر متروك للتفاوض بين طرفي الصراع إلا أنه عاد وأكد حق إسرائيل المشروع في هذه المدينة.

### محاولة الاغتيال
في 27 أكتوبر 2008 ألقت قوات الأمن الأمريكية في ولاية تينيسي الجنوبية القبض على شخصين من «النازيين الجدد» من المتطرفين البيض كانا يخططان لاغتياله باعتباره أول أمريكي من أصول أفريقية يترشح لمنصب الرئيس في تاريخ الولايات المتحدة، وحسب وزارة العدل الأمريكية فقد وُجِّهَتْ تهم لهما وهي تهديدات ضد مرشح للرئاسة، وحيازة أسلحة نارية بشكل غير مشروع والتآمر لسرقة أسلحة.

### العنصرية الخفية
أعاد ترشح أوباما لمنصب الرئاسة الأمريكية مفهوم «العنصرية الخفية» إلى الواجهة، وهو الذي يستند إلى نظرية قدمها باحثان عام 1986، تفترض وجود نوع خفي من العنصرية يظهر بصورة غير واعية لدى الأشخاص الذين يعلنون التزامهم بقيم المساواة.
وفي مقالة بصحيفة «ذي نييورك تايمز» تناول الكاتب موقف بعض الناخبين البيض الذين ينبذون العنصرية، إلا أنهم أقنعوا أنفسهم دون وعي بأن عدم تصويتهم لأوباما يعود لكونه «قليل خبرة»، وقد وصف الكاتب موقفهم بكونه «عنصرية خفية».

## الرئاسة

### الأيام الأولى
نصب رئيساً في 20 يناير 2009، وأصبح الرئيس الرابع والأربعون وجو بايدن نائبا له. في الأيام الأولى لرئاسته قام بإصدار بعض الأوامر التنفيذية والمذكرات الرئاسية لتوجيه القوات الأمريكية لوضع خطط لسحب القوات من العراق، وأمر بإغلاق معتقل جوانتانامو في أقرب وقت ممكن وفي موعد لا يتجاوز يناير 2010 قام اوباما أيضا بخفض السرية على سجلات الرئاسة ، وتغيير الإجراءات لتعزيز الإفصاح بموجب قانون حرية المعلومات. كما قام بعكس سياسة سلفه جورج و. بوش والتي تحظر التمويل الاتحادي لمؤسسات أجنبية التي تسمح بالإجهاض والمعروفة باسم سياسة مدينة مكسيكو، والتي أشار إليها النقاد بأنها قاعدة الحجر الشامل.

### السياسة المحلية
يوم 29 يناير 2009 وقع الرئيس أول مشروع ليصبح قانون، وهو قانون ليلي ليدبيتر للأجر العادل لعام 2009، والذي سهل من شروط تقديم دعاوى قضائية للتمييز في العمل، وبعد ذلك بخمسة أيام، وقع على إعادة تفويض من الدولة لبرنامج التأمين الصحي للأطفال (SCHIP) لتغطية 4 ملايين طفل إضافي غير مؤمن عليهم حالياً.
وفي مارس 2009 ألغى السياسة الضريبية الاتحادية التي أقرت في عهد جورج و. بوش والتي منعت من استخدام الضرائب الفيدرالية لتمويل البحوث المتعلقة بأبحاث جديدة في الخلايا الجذعية الجنينية. ورغم أن هذه الأبحاث كانت موضوع للنقاش فقد ذكر إنه يعتقد أن العلم السليم والقيم الأخلاقية لا تتعارض وإنه لدينا الإنسانية والضمير لمتابعة هذا البحث بروح المسؤولية، وتعهد بتطوير توجيهات صارمة لضمان ذلك.
وفي 26 مايو 2009 قام بترشيح سونيا سوتومايور لتحل محل القاضي المعاون للمحكمة الفيدرالية ديفيد سوتر.

### الإدارة الاقتصادية
في يوم 17 فبراير 2009 وقع على قانون لإنعاش وإعادة الاستثمار والذي وصلت ميزانيته إلى 787 مليار دولار وذلك لتحفيز الاقتصاد وتهدف إلى مساعدة الاقتصاد على التعافي من تفاقم الكساد العالمي. كما أنه قام بزيارة رفيعة المستوى للعاصمة لزيارة الكونغرس إلتقي خلالها مع الجمهوريين في الكونغرس، ولكن في نهاية المطاف تمت الموافقة على مشروع القانون مع دعم ثلاثة فقط من أعضاء مجلس الشيوخ الجمهوريين، ويشمل هذا القانون على زيادة الإنفاق الفيدرالي على الرعاية الصحية والبنية التحتية والتعليم وخفض الضرائب وحوافز مختلفة وتقديم المساعدة المباشرة للأفراد، والتي يجري توزيعها على مدى عدة سنوات، وتقدر بنحو 25% من المقرر بحلول نهاية عام 2009. وفي يونيو كان غير راض عن وتيرة الاستثمار، ودعا الحكومة للتعجيل الإنفاق خلال الأسابيع القادمة.
في مارس قام وزير الخزانة تيموثي جيثنر بإتخاذ المزيد من الخطوات لمعالجة الأزمة المالية بما في ذلك البرنامج الاستثماري بين القطاعين العام والخاص الذي قد يقوم بشراء ما يصل إلى 2 ترليون دولار قيمة الأصول العقارية التي انخفضت والتي بثقلها أثرت على قيمة الأسهم بالسلب مما أدى إلى تجميد سوق الائتمان وتأخير الانتعاش الاقتصادي. ورصدت صحيفة النيويورك تايمز رد الفعل "(ط) تفاعل المستثمرين بنشوة، مع ارتفاع مؤشرات الأسهم الرئيسية بمجرد فتح الأسواق إلى جانب ضمانات الانفاق والقروض من البنك الاحتياطي الفيدرالي ووزارة الخزانة، وتمت الموافقة على نحو 11.5 ترليون دولار من قبل إدارتي أوباما وبوش، وأُنْفِقَ 2.7 ترليون دولار بالفعل بحلول نهاية يونيو 2009."
وتدخل في إنقاذ صناعة السيارات المتعثرة في شهر مارس حيث قام بتجديد القروض لشركة جنرال موتورز وكرايسلر لتواصل عمليات إعادة التنظيم. على مدى الشهور التالية قام البيت الأبيض بتحديد شروط للشركات التي على وشك الإفلاس من ضمنها بيع كرايسلر لشركة فيات الإيطالية للسيارات، وإعادة تنظيم جنرال موتورز لتمنح حكومة الولايات المتحدة حصة قدرها 60% من رأس مال الشركة.

### السياسة الخارجية
في شهري فبراير ومارس، قام نائب الرئيس جو بايدن ووزيرة الخارجية هيلاري كلينتون برحلات منفصلة للخارج للإعلان عن الحقبة الجديدة في العلاقات الخارجية الأمريكية مع روسيا وأوروبا وذلك باستخدام مصطلحات مثل هدنة وإعادة وذلك للإشارة إلى التغييرات الكبيرة التي ستحدث لتحل محل سياسات الإدارة السابقة. وقام بإجراء أول مقابلة تلفزيونية كرئيس لقناة العربية، وكان ينظر إليها على أنها محاولة للوصول إلى الزعماء العرب.
في يوم 19 مارس قام بمواصلة التواصل مع العالم الإسلامي، حيث بث رسالة بالفيديو عن العام جديد إلى الشعب والحكومة في إيران، إلا أن هذه المحاولة قوبلت بالرفض من جانب القيادة الإيرانية. وفي شهر أبريل ألقى كلمة في أنقرة بتركيا قوبلت بالترحيب من قبل العديد من الحكومات العربية. وفي 4 يونيو 2009 ألقى خطاب في جامعة القاهرة بمصر دعى فيه إلى بداية جديدة في العلاقات بين العالم الإسلامي والولايات المتحدة وتعزيز السلام في الشرق الأوسط.
وف 26 يونيو 2009 ورداً على تصرفات الحكومة الإيرانية تجاه المتظاهرين بعد الانتخابات الرئاسية الإيرانية قال إن العنف الذي يرتكب ضدهم أمر شائن، ونحن نراقب الموقف وندينه. وفي 7 يوليو حين كان في موسكو ورداً على نائب الرئيس جو بايدن عن التعليق على احتمال توجيه إسرائيل ضربة عسكرية إلى إيران قال إن بلاده قالت مباشرة إلى الإسرائيليين بأنه من المهم محاولة حل هذا الأمر في الإطار الدولي حتى لا يؤدى ذلك إلى خلق صراع في الشرق الأوسط.

### حرب العراق وأفغانستان
خلال عملية الانتقال الرئاسي أعلن أنه سيبقى على وزير الدفاع روبرت غيتس في وزارته. وفي بداية رئاسته انتقل إلى تغيير الإستراتيجية الأمريكية للحرب عن طريق زيادة عدد القوات في أفغانستان وخفضها في العراق. وفي 18 فبراير 2009 أعلن أن القوات الأمريكية في أفغانستان ستَدْعَمْ بإرسال 17,000 جندي مؤكداً أن من الضروري زيادة استقرار الوضع المتدهور في أفغانستان وإنها منطقة لم تتلق الاهتمام والتوجيه الإستراتيجي والموارد التي تحتاج إليها على وجه المطلوب.
في 27 فبراير أعلن أن العمليات القتالية في العراق ستنتهى في غضون 18 شهر، حيث قال في حضور مجموعة من رجال المارينز تستعد للانتشار في أفغانستان إنه بقدوم 13 أغسطس 2010 ستنتهي المهام القتالية في العراق.
وفي يوم 11 مايو قام بتغيير القائد العسكري في أفغانستان الجنرال ديفيد ماكيرنان بقائد القوات الخاصة السابق اللفتنانت جنرال ستانلي مكريستال، واعتبر أن الجنرال ماكريستال من القوات الخاصة لديه الخبرة التي من شأنها أن تسهل استخدام تكتيكات مكافحة التمرد في الحرب.

## المواقف السياسية

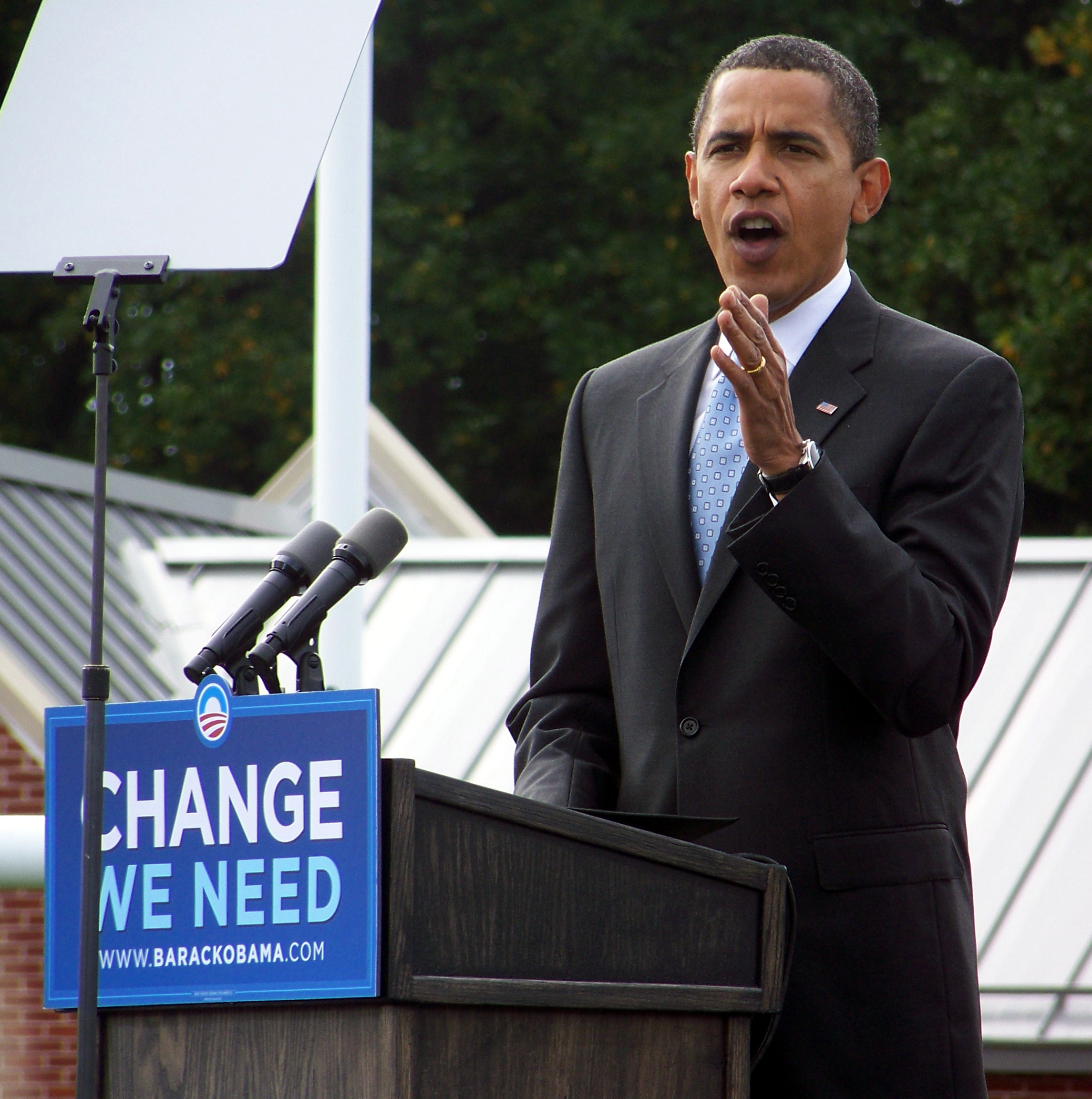
أوباما يلقى خطاب من المنصة خلال حملته الانتخابية

في الشؤون الاقتصادية: في أبريل 2005 دافع عن الصفقة الجديدة لسياسات الرعاية الاجتماعية، وعارض مقترحات فرانكلين دي روزفلت والجمهوريين لإنشاء حسابات خاصة للضمان الاجتماعي. وفي أعقاب إعصار كاترينا تحدث ضد الحكومة التي تعاملت بلا مبالاة متزايدة أمام الانقسامات الطبقية الاقتصادية، ودعى كل الحزيبن السياسيين إلى اتخاذ الإجراءات اللازمة لاستعادة شبكة الأمان الاجتماعي للفقراء. وقبل وقت قصير من الإعلان عن حملته الانتخابية أعلن إنه يدعم فكرة الرعاية الصحية الشاملة في الولايات المتحدة ، وقد اقترح مكافأة لأداء المعلمين تستحق الدفع مؤكداً أن التغييرات النقابية سوف يُعْمَلُ على تحقيقها من خلال التفاوض الجماعي.
وفي ما يخص الضرائب صرح بأن خطته الضريبية ستلغى الضرائب عن المسنين الذين يقل دخلهم عن 50,000 دولار في السنة، ورفع الضرائب على من يصل دخله إلى أكثر من 250,000 دولار بالسنة، وزيادة المكاسب الرأسمالية والأرباح الضريبية، وإنه سيغلق الثغرات في وثيقة ضرائب الشركات، ويرفع الحد الأقصى للدخل على الضمان الاجتماعي والضرائب وسيقوم بتقييد تحويل الأموال للخارج للدول التي تقدم الملاذ الضريبي وتسهيل ملء قوائم ضريبة الدخل عن طريق استغلال القوائم التي تحمل بيانت عن الأجور لدى البنوك والتي تُجْمَعُ من قبل مصلحة الضرائب. وفي سبتمبر 2007 حمل المصالح الخاصة مسؤولية تشويه النظام الضريبي بالولايات المتحدة.

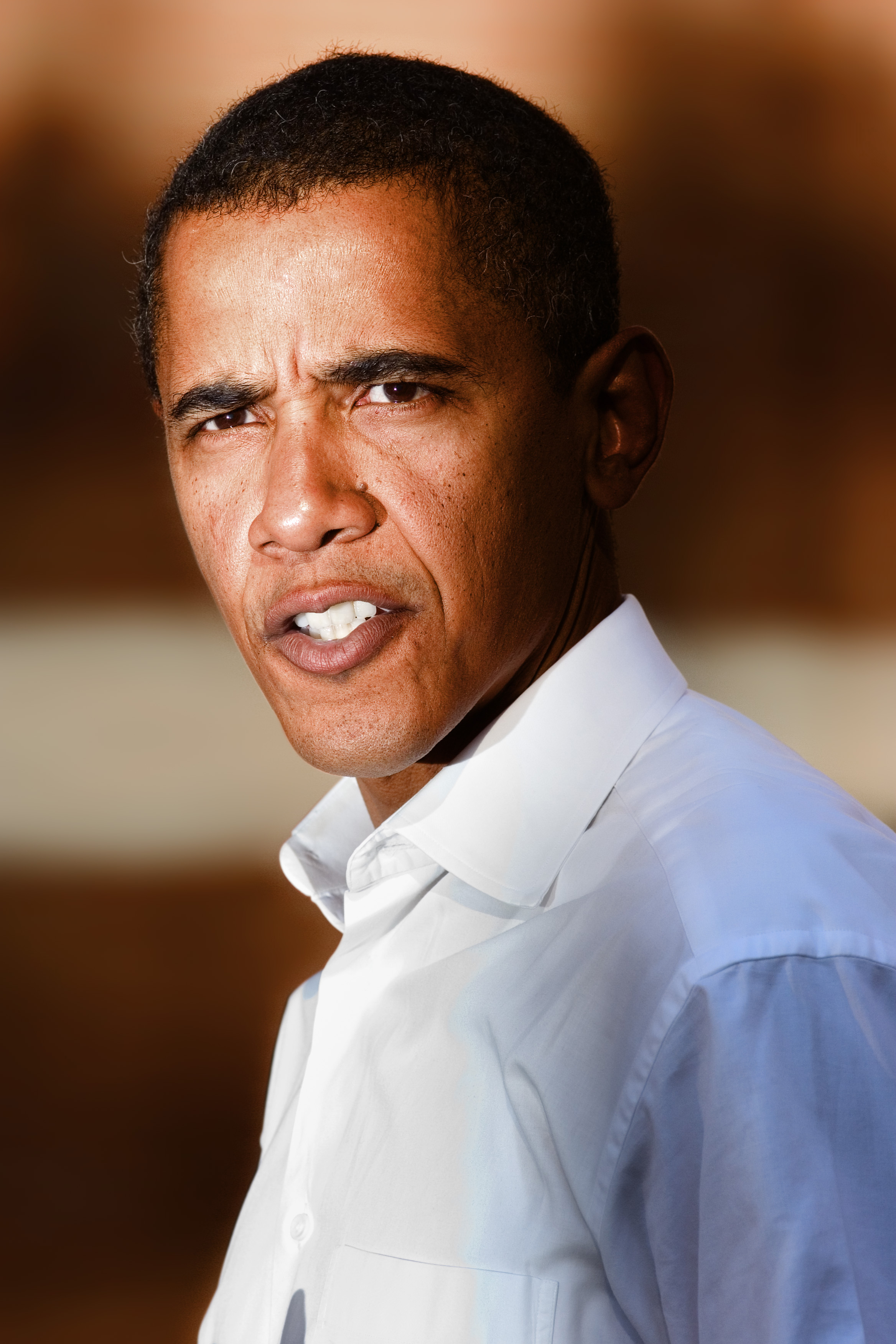
أوباما أثناء إلقائه خطاب في جامعة جنوب كاليفورنيا لدعم اقتراح لتمويل أبحاث الطاقة البديلة

ومن أجل البيئة اقترح نظام الحد من التلوث والتجارة، وهو يهدف إلى تقييد انبعاثات الكربون، وبرنامج لمدة عشر سنوات من الاستثمارات في مصادر جديدة للطاقة لخفض اعتماد الولايات المتحدة على النفط المستورد. كما اقترح أن يكون إلزامياً المزايدة على اعتمادات التلوث وعدم السماح لشركات النفط والغاز باستغلال المزايا الائتمانية القديمة والإنفاق من الإيرادات التي حصلت عليها في مجال الطاقة والتنمية وتكاليف التحول الاقتصادي.
في الشؤون الخارجية: كان منذ وقت مبكر خصماً للرئيس الأمريكي جورج دبليو بوش فيما يخص إدارة السياسات بشأن العراق، وفي 2 أكتوبر 2002 وهو اليوم الذي وافق فيه الرئيس بوش والكونغرس على قرار مشترك يجيز بشن حرب على العراق، بينما قام بأول تجميع عالي المستوى لمناهضة الحرب على العراق بشيكاغو وتكلم ضد الحرب.، ووجه خطاب آخر لمناهضة الحرب في مارس 2003 وقال للحشد إنه لم يفت الأوان لوقف الحرب.
وعلى الرغم من أنه قال في وقت سابق إنه يرغب في إخراج القوات الأمريكية من العراق في غضون 16 شهر من توليه الرئاسة، ولكن بعد فوزه في المرحلة الابتدائية قال إنه يمكن تغيير أو تنقيح الخطط وذلك على أساس التطورات التي قد تحدث. وفي نوفمبر 2006 دعا إلى انسحاب مرحلي للقوات الأمريكية من العراق وفتح حوار دبلوماسي مع سوريا وإيران. وفي مارس 2007 ألقى كلمة لايباك اللوبي المؤيد لإسرائيل قال فيها إن الطريقة الرئيسية لمنع إيران من تطوير الأسلحة النووية هو من خلال المحادثات والدبلوماسية، على الرغم من أنه لا يستبعد العمل العسكري، وكان قد أشار إلى أنه سوف يشترك في دبلوماسية رئاسية مباشرة مع إيران من دون شروط مسبقة. وفي أغسطس 2007 أشار إلى أنه كان من الخطأ الفادح عدم التصرف عام 2005 ضد اجتماع زعماء تنظيم القاعدة الذي أكدت أجهزة الاستخبارات الأمريكية أنه سيحدث في باكستان بالمنطقة القبلية الواقعة تحت الإدارة الاتحادية، وقال إنه كرئيس لن يفوت فرصة مماثلة حتى من دون دعم من الحكومة الباكستانية.
وذكر أنه إذا اُنْتُخِبَ سوف يسن تخفيضات في الميزانية في حدود عشرات المليارات من الدولارات، ويقف الاستثمار في أنظمة الدفاع الصاروخية الغير مثبته، ولن يقوم بنشر التسليح في الفضاء، بتهدئة تطوير نظم المكافحة المستقبلية، ويعمل على إزالة جميع الأسلحة النووية. وهو يفضل إنهاء تطوير أسلحة نووية جديدة وخفض المخزونات النووية الأمريكية الحالية، وسن حظر عالمي على إنتاج المواد الانشطارية، والسعي إلى إجراء مفاوضات مع روسيا للحد من هذا التركيز من الجانبين على الصواريخ عابرة القارات التي يتعين على الجانبين البقاء في حالة التأهب الشديد.
كما دعا إلى اتخاذ إجراءات أكثر حزما لمعارضة الإبادة الجماعية في منطقة دارفور في السودان، وقد قام بتجريد 180,000 دولار من المقتنيات الشخصية المتعلقة الأسهم للسودان، وحثت الشركات التي تتعامل مع إيران على القيام بنفس الشيء. وفي يوليو وأغسطس 2007 في ما يخص العلاقات الخارجية دعا إلى نظرة مستقبلية لمرحلة ما بعد حرب العراق في ما يخص السياسة الخارجية، وفي رأيه إنه سيكون هذا تجديد لنظرة العالم للولايات المتحدة العسكرية والدبلوماسية والقيادة الأخلاقية، وقد قال إنه لا يمكن الانسحاب من العالم كما لا يمكن محاولة الضغط على العالم ليخضع غصباً، ودعا الأمريكيين إلى قيادة العالم بالفعل وبأن يكونوا القدوة.

## حملة الانتخابات الرئاسية لعام 2012
في الانتخابات الرئاسية حصل أوباما على 62,711,814 صوتا وبنسبة 50.6% من اجمالي أصوات الناخبين. وحصل على 332 صوتا من أصوات ممثلي الشعب في المجمع الانتخابي

## مرحلة ما بعد الرئاسة (2017 وحتى الآن)

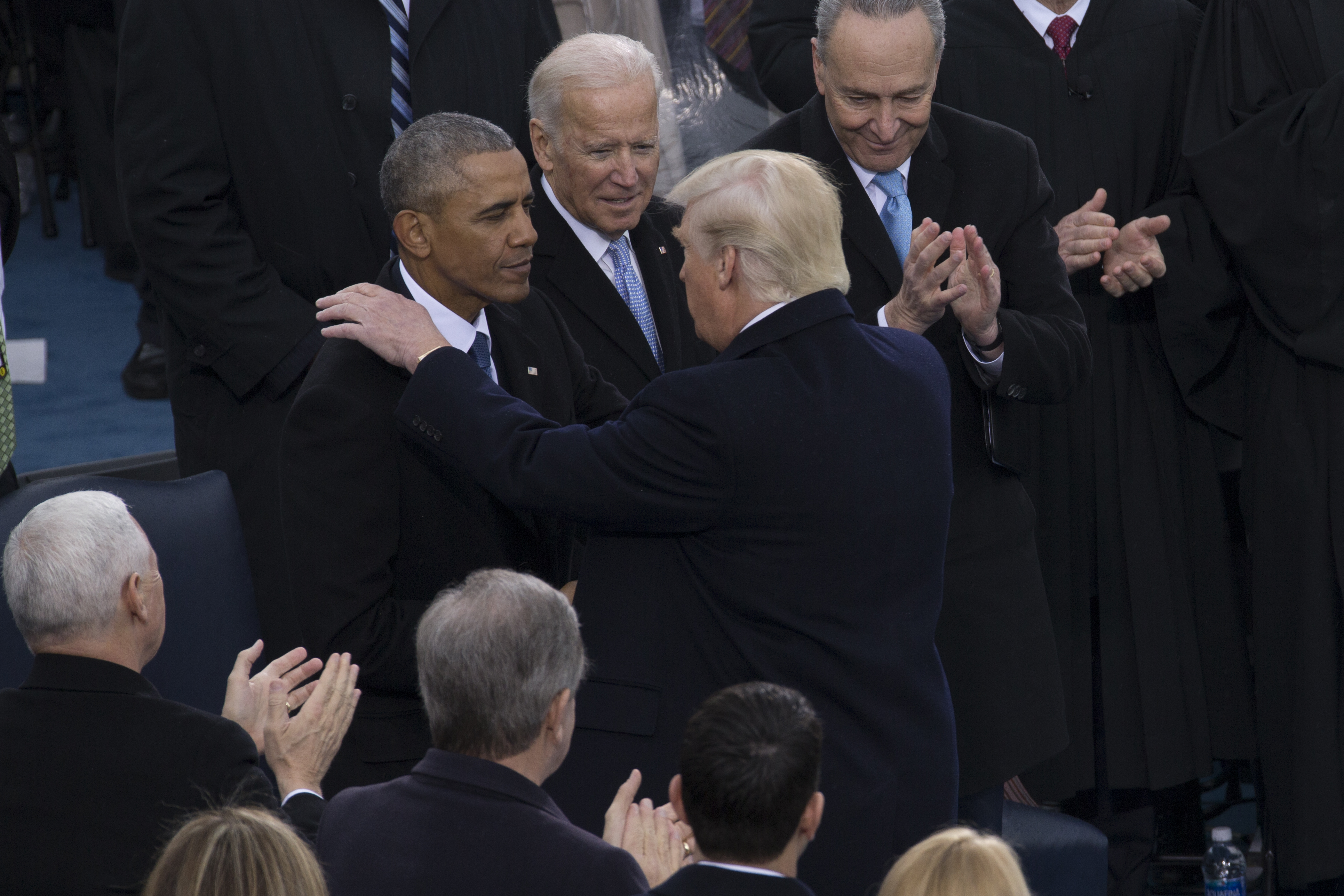
أوباما مع نائبه جو بايدن وخليفته دونالد ترامب في حفل تنصيب الأخير بتاريخ 20 يناير عام 2017

انتهت رئاسة أوباما في يوم 20 يناير ظهرًا من عام 2017، مباشرةً بعد تنصيب خليفته الجمهوري دونالد ترامب. انطلق أوباما بعد تنصيب ترامب على متن إكزاكيتيف ون (تشير إلى أي طائرة مدنية أمريكية عندما يكون رئيس أمريكي على متنها)، وحلّق حول البيت الأبيض، وسافر إلى قاعدة أندروز المشتركة. يستأجر مع أسرته حاليًا منزلًا في كالوراما، في واشنطن العاصمة.
في 2 مارس عام 2017، منح متحف ومكتبة جون إف. كينيدي الرئاسي جائزة الشخصية السنوية في الشجاعة لأوباما «لالتزامه الدائم بالمُثُل الديمقراطية ورفع مستوى الشجاعة السياسية». ظهر أوباما في ندوة في جامعة شيكاغو في 24 أبريل، في أول ظهور له خارج منصبه. كان هدف الندوة الارتباط مع الجيل الجديد بالإضافة إلى مناشدتهم من أجل الانخراط في السياسة. في 4 مايو، وقبل ثلاثة أيام من الانتخابات الرئاسية الفرنسية، أيّد أوباما إيمانويل ماكرون علنيًا: «لقد ناشد آمال الناس لا مخاوفهم، واستمتعت بالحديث مع إيمانويل مؤخرًا والسماع حول حركته المستقلة ورؤيته لمستقبل فرنسا». مضى ماكرون قدمًا وفاز بالانتخابات.
شارك أوباما المستشارة أنجيلا ميركل ظهورًا مشتركًا جماهيريًا في أثناء وجوده في برلين في 25 مايو، حيث شدد على الاندماج وعلى مساءلة القادةِ أنفسَهم، ودُعي رسميًا إلى برلين وكان وقتها ما يزال في منصبه، كجزء من حملة السعي لتعزيز إعادة انتخاب ميركل. سافر أوباما إلى قصر كنسينغتون في إنجلترا واجتمع مع الأمير هاري في 27 مايو عام 2017. غرّد أوباما على تويتر بعد ذلك أن الاثنين ناقشا أسسهما وأنه قدّم التعازي عقب هجوم مانشستر أرينا الذي حدث قبل الاجتماع بخمسة أيام.
أصدر أوباما بيانًا يعارض فيه خيار ترامب إعلانه عن انسحاب الولايات المتحدة من اتفاق باريس للمناخ في 1 يونيو: «حتى في غياب القيادة الأمريكية، وحتى عندما تنضم هذه الإدارة إلى حفنة صغيرة من الدول التي ترفض المستقبل، أنا واثق من أنّ ولاياتنا، ومدننا، وشركاتنا، ستخطو قدمًا وتفعل المزيد لقيادة هذا الطريق، والمساعدة في حماية أجيال المستقبل والكوكب الوحيد الذي نملكه».
بعد أن كشف الجمهوريون في مجلس الشيوخ عن قانون يلائم رعاية صحية أفضل في عام 2017، ونقاشهم مسودة مشروع قانون رعاية صحية ليحل مكان قانون الرعاية الصحية ذات التكلفة المقبولة في 22 يوليو، نشر أوبامًا منشورًا على الفيسبوك يصف فيه القانون بأنه «انتقال هائل للثروة من الطبقة المتوسطة والعائلات الفقيرة إلى الناس الأكثر غنى في أمريكا». في 19 سبتمبر، وفي أثناء إلقاء الخطاب الرئيسي بعنوان حرّاس الهدف، عبّر أوباما عن إحباطه من دعم الجمهوريون «لقانون من شأنه رفع التكاليف، وتقليل التغطية، والتقليل من حماية كبار السن في الولايات المتحدة بالإضافة إلى الأشخاص الذين يعانون ظروفًا موجودة مسبقًا».
نشر أوباما على فيسبوك بعد إعلان المدعي العام جيف سيشنز إلغاء برنامج القرار المؤجل للواصلين أطفالًا (دي إيه سي إيه) في 5 سبتمبر منتقدًا هذا القرار. شارك بعد هذا بيومين الرؤساء السابقين جيمي كارتر، وجورج بوش الأب، وبيل كلينتون، وجورج دبليو بوش، العمل مع حملة «نداء أمريكا واحدة» لمساعدة ضحايا إعصار هارفي وإعصار إيرما في مجتمعات ساحل الخليج الأمريكي وولاية تكساس.

## الأسرة والحياة الشخصية
في مقابلة معه عام 2006 أبرز من خلالها تنوع أسرته الكبيرة، حيث قال إن الأمر يشبه قليلاً الأمم المتحدة المصغرة، وإنه لديه أقارب يشبهون بيرني ماك وآخرون يبدون مثل مارغريت ثاتشر". وهو لديه سبعة أخوة غير أشقاء من جانب والده الكيني، ستة منهم على قيد الحياة، كما لديه أخت غير شقيقة وهي التي تربى معها وتدعى مايا سويترو نج، وهي ابنه والدته من زوجها الأندونيسي. كانت جدته أم والدته ولدت في ولاية كانساس واسمها مادلين دونهام توفت يوم 2 نوفمبر 2008 قبل يومين فقط من انتخابه كرئيس للجمهورية.
وفي كتاب أحلام من أبي قام بربط تاريخ العلاقات الأسرية لوالدته بتاريخ بعض الأجداد الأمريكيين الأوائل، وحتى إلى أقارب جيفرسون ديفيس رئيس مجلس الولايات الأمريكية خلال الحرب الأهلية الأمريكية.
عرف أوباما في شبابه باسم «باري»، ولكن طلب من الجميع التعامل معه باسمه الأصلي خلال السنوات الجامعية. وبالإضافة للإنجليزية وهي لغته الأم، يتحدث أيضاً إندونيسية على مستوى التخاطب والتي تمكن منها خلال الأربع سنوات التي قضاها أثناء الطفولة في جاكرتا. وهو يلعب كرة السلة، وهي رياضة اشترك فيها أثناء سنوات المدرسة الثانوية حيث كان بفريق المدرسة.

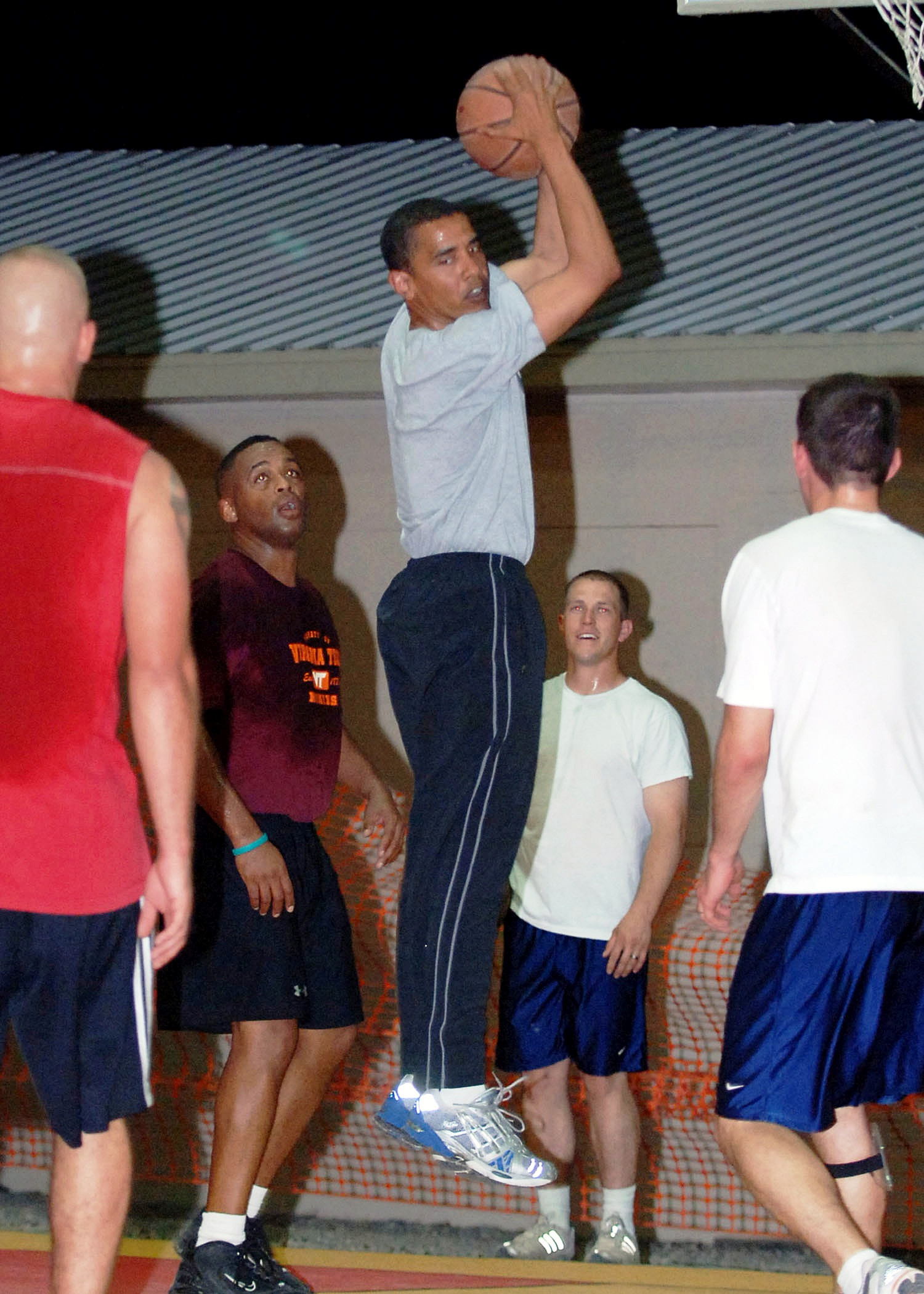
أوباما يلعب مع الجيش الأمريكي كرة السلة في معسكر ليمونير، في جيبوتي عام 2006

في يونيو 1989 التقى بميشيل روبنسون وذلك عندما كان يعمل كمتدرب في الصيف في شركة سيدلي أوستين للمحاماة بشيكاغو، وهي كانت تعمل كمرشدة له لمدة ثلاثة أشهر وكان يصحبها معه في اللقاءات الاجتماعية، لكنها رفضت طلباته الأولية باللقاء معه على المستوى الشخصي في ذلك الوقت، وقد بدأوا في التعارف أكثر ذلك الصيف، وتمت الخطبة في عام 1991 وتزوجا يوم 3 أكتوبر 1992 وأنجبا ابنتان، الأولى هي ماليا آن التي ولدت في 4 يوليو 1998، والثانية ناتاشا الملقبة بساشا والتي ولدت في 10 يونيو 2001. وقد التحقت ابنتاه في مدارس جامعة شيكاغو التجريبية. وعندما انتقلوا إلى واشنطن العاصمة في يناير 2009 التحقتا في مدرسة أصدقاء سيدويل الخاصة
وبفضل عائدات اتفاقية لنشر كتاب في عام 2005 انتقلت العائلة من شقة بعمارة سكنية في هايد بارك بشيكاغو إلى منزل يقدر ب1.6 مليون دولار في منطقة كينوود في شيكاغو وذلك بعد شراء زوجة توني ريزكو لشقة مجاورة ثم بيع جزء منها له وأثار ذلك اهتمام وسائل الإعلام لأن ريزكو كان قد اُتُّهِمَ ثم أُدِينَ بتهمة الفساد السياسي ولكنها لا علاقة لها به.
في ديسمبر 2007 قامت «مجلة موني» بتقدير قيمة عائلته والتي وصلت للقيمة الصافية 1.3 مليون دولار. وفي عام 2007 أظهرت سجلات ضريبة دخل الأسرة دخلا يصل إلى 4.2 مليون دولار وهذا يعد ارتفاعاً بعد أن كان قد قدر سابقا بنحو مليون دولار في عام 2006 و1.6 مليون دولار في عام 2005 معظمها كان من بيع كتبه.
وقد تطورت وجهة نظره الدينية كمسيحي عندما كان بالغاً. في كتابه جرأة الأمل كتب إنه لم ينشأ في أسرة متدينة، وقد وصف والدته التي تم تنشأتها من قبل والدين غير متدينين (قد ذكر أوباما في مكان آخر أنهم "غير ممارسين للميثوديون للمعمدانيين") أنها كانت بمعزل عن الدين، ولكن أكثر روحيه ويقظه في نواح عديدة من أي شخص قد أكون عرفته". ووصف والده بأنه نشأ مسلماً، لكنه بالتأكيد كان ملحداً عندما التقى بوالدته، ويرى زوج أمه إنه كان رجلاً ولم يكن الدين يفيده خصوصًا، كما شرح كيف إنه من خلال عمله مع الكنيسة السوداء كمنظم اجتماعي بينما كان في العشرينات من عمره، إنه تفهم حينها سلطة التقاليد الدينية الأمريكية - الأفريقية التي تشجع على التغيير الاجتماعي. وقال إنه تعمد في كنيسة الثالوث المسيح المتحدة في عام 1988 وكان عضو نشط فيها لعقدين، وقد استقال من الثالوث خلال حملة الانتخابات الرئاسية بعد التصريحات المثيرة للجدل التي أدلى بها القس جيريميا رايت علنا.
وحاول الإقلاع عن التدخين عدة مرات، وقال إنه لن يدخن في البيت الأبيض.

## الصورة الثقافية والسياسية

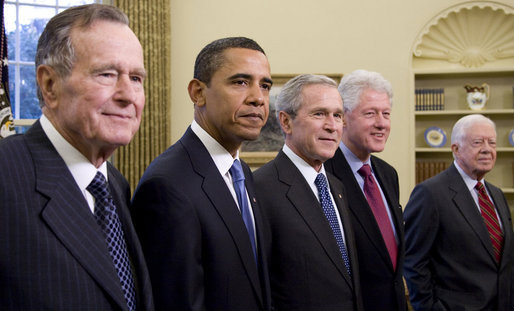
رؤساء الولايات المتحدة السابقون جيمي كارتر وبيل كلينتون وجورج بوش الابن وباراك أوباما وجورج بوش الأب

تاريخ عائلته وحياته الأولى وتربيته بالإضافة إلى تعليمه الجامعي العالي يختلف بصورة ملحوظة عن السياسين الأمريكيين الأفارقة الذين بدؤوا حياتهم المهنية في ستينات القرن العشرين من خلال المشاركة في حركة الحقوق المدنية، وقد أعرب عن الاستغراب بتلك الأسئلة حول ما إذا كان أسود بما فيه الكفاية، وقال في أغسطس 2007 خلال اجتماع الرابطة الوطنية للصحفيين السود إننا ما زلنا نعاني من هذه الفكرة وهي إذا كنا نثير إعجاب من هم من البيض إذاً يجب أن يكون هناك شيء ما خطأ. وقد اعترف بالصورة الشبابية له في أكتوبر 2007 خلال خطابه بالحملة الانتخابية بأن الوضع سيكون مختلف هنا إذا لم تنتقل الشعلة مراراً وتكراراً من جيل إلى جيل جديد
ويشار إليه كثيراً بأنه خطيب استثنائي. وقبل بدء الفترة الانتقالية ومع استمرار فترة رئاسته ألقى سلسلة من الخطب الأسبوعية المسجلة على الإنترنت مماثلة لمحادثات فرانكلين روزفلت الشهيرة التي قام بها حول نيران المدفئة لشرح سياساته والإجراءات التي سيتخذها.
ووفقاً لاستطلاع غالوب اليومي خلال الأيام ال 100 الأولى في منصبه كرئيس تلقى تأييد ممن هم بمنتصف الستين بنسبة تتراوح بين 59% إلى 69%، ووصلت النسبة في نهاية ال 100 يوم إلى 65% من المؤيديين. وارتفعت نسبة الرفض من 12% إلى 29% أيضاً خلال نفس الفترة الزمنية. ووصف ندائه الدولي بأنه عامل محدد لصورته العامة، وتظهر استطلاعات الرأي الدعم القوي له في بلدان أخرى، حيث اجتمع مع شخصيات أجنبية بارزة بمن فيهم رئيس الوزراء بريطانيا جوردون براون وبقائد الحزب الديمقراطي الإيطالي والذي أصبح بعد ذلك رئيس بلدية روما والتر فيلتروني والرئيس الفرنسي نيكولا ساركوزي.
ووفقاً لما جاء في استطلاع للرأي في مايو 2009 أجرته هاريس إنتراكتيف لقناة فرنسا 24 وصحيفة انترناشيونال هيرالد تريبيون اعتبر الزعيم الأكثر شعبية في العالم، فضلاً عن كونه الشخص رقم واحد في ذهن معظم الناس الذين يعلقون آمالهم عليه لمساعدتهم في الخروج من هذا الهبوط الاقتصادي للعالم.
وفي ديسمبر 2008 اختارت مجلة التايم اسمه لشخصية العام بسبب ترشحه فوزه في تلك الانتخابات التاريخية التي وصفتها المجلة بأنها المسيرة الثابتة نحو الإنجازات التي قد تبدو مستحيلة.

## جوائز وأوسمة
في 9 أكتوبر 2009 حاز على جائزة نوبل للسلام لعام 2009 وذلك نظير مجهوداته في تقوية الدبلوماسية الدولية والتعاون بين الشعوب. وبذلك كان ثالث رئيس أمريكي يفوز بهذه الجائزة أثناء توليه منصبه بعد ثيودور روزفلت ووودرو ويلسون، وهو أول رئيس أمريكي يفوز بها في سنته الأولى في المنصب.
- في 2014 فاز بارك أوباما بوسام التميز لأكثر الشخصيات تأثيرا في العالم من قائمة الملوك والرؤساء وكبار السياسيين، خلال التصويت الذي دشنه المجلس الدولي لحقوق الإنسان والتحكيم والدراسات السياسية والإستراتيجية.
- في عام 2009 ناله قلادة الملك عبدالعزيز من المملكة العربية السعودية.

## مؤلفاته
- أحلام من أبي: قصة عرق وإرث (1995).
- جرأة الأمل؛ أفكار عن استعادة الحلم الأمريكي (2008).
- الأرض الموعودة (2020) مذكرات رئاسية.[285]

## وصلات خارجية
- معلومات عن باراك أوباما كما في موقع تقرير واشنطن
- موقع باراك أوباما الرسمي
- باراك أوباما على موقع IMDb (الإنجليزية)
- باراك أوباما على موقع ميتاكريتيك (الإنجليزية)
- باراك أوباما على موقع الموسوعة البريطانية (الإنجليزية)
- باراك أوباما على موقع روتن توميتوز (الإنجليزية)
- باراك أوباما على موقع مونزينجر (الألمانية)
- باراك أوباما على موقع قاعدة بيانات الأفلام العربية
- باراك أوباما على موقع ألو سيني (الفرنسية)
- باراك أوباما على موقع ميوزك برينز (الإنجليزية)
- باراك أوباما على موقع رولينغ ستون (الإنجليزية)
- باراك أوباما على موقع تيرنر كلاسيك موفيز (الإنجليزية)